# هفت عروس برای هفت برادر
هفت عروس برای هفت برادر (به انگلیسی: Seven Brides for Seven Brothers) فیلمی ۱۰۲ دقیقه‌ای به کارگردانی استنلی دانن با بازی هاوارد کیل است.

## خلاصه داستان
«آدام» بزرگترین برادر خانواده برای ازدواج به شهر می‌رود. او «مایلی» را متقاعد می‌کند که با او ازدواج کند. آنها به مزرعه خود بازمی‌گردند. درست پس از بازگشت آنها شش برادر دیگر او تصمیم می‌گیرند ازدواج کنند…

## بازیگران
- هاوارد کیل
- راس تامبلین
- جین پاول
- جولی نیومر
- روتا لی
- ویرجینیا گیبسون
- جف ریچاردز
- مت متکس
- مارک پلت
- ژاک دُم‌بوآز
- تامی رال
- نورما داگت
- بتی کار
- نانسی کیلگاس
- دانته دی‌پائولو

## شخصیت‌های اصلی فیلم

### ۷ برادر
1. آدام (پیراهن سبز روشن) - با بازی «هاوارد کیل»
2. بنجامین (پیراهن نارنجی) - با بازی «جف ریچاردز»
3. کِیلِب (پیراهن زرد) - با بازی «مت متکس»
4. دانیل (پیراهن بنفش) - با بازی «مارک پلت»
5. ایفرام (پیراهن سبز تیره) - با بازی «ژاک دُم‌بوآز»
6. فرانک (پیراهن قرمز) - با بازی «تامی رال»
7. گیدی‌یِن (پیراهن آبی) - با بازی «راس تامبلین»

### ۷ عروس
1. میلی - با بازی «جین پاول»
2. دُرکِس - با بازی «جولی نیومر»
3. روث - با بازی «روتا کیلمونیس لی»
4. مارتا - با بازی «نورما داگت»
5. لایزا - با بازی «ویرجینیا گیبسون»
6. سارا - با بازی «بتی کار»
7. آلیس - با بازی «نانسی کیلگاس»

## جوایز

### نامزد دریافت
- نامزد دریافت «جایزه اسکار بهترین فیلم» (۳۰ مارس ۱۹۵۵)
- نامزد دریافت «جایزه اسکار بهترین فیلم‌نامه اقتباسی» (۳۰ مارس ۱۹۵۵)
- نامزد دریافت «جایزه اسکار بهترین فیلمبرداری» (۳۰ مارس ۱۹۵۵)
- نامزد دریافت «جایزه اسکار بهترین تدوین فیلم» (۳۰ مارس ۱۹۵۵)
- نامزد دریافت «جایزه بفتای بهترین فیلم» (۱۶ فوریه ۱۹۵۵)
- نامزد دریافت جایزهٔ «انجمن کارگردانان آمریکا» بابت «بهترین کارگردانی فیلم»
- نامزد دریافت «جایزه ستلایت» بابت «بهترین دی‌وی‌دی جوان‌پسند» (۱۷ دسامبر ۲۰۰۵)

### برنده
- رتبهٔ دومِ «۱۰ فیلم برتر سال» به انتخابِ «هیئت ملی بازبینی فیلم» (۲۰ دسامبر ۱۹۵۴)
- برندهٔ «جایزه اسکار بهترین موسیقی فیلم» (۳۰ مارس ۱۹۵۵)
- برندهٔ جایزهٔ «انجمن نویسندگان آمریکا» بابت بهترین فیلم‌نامه موزیکال آمریکایی (۲۸ فوریه ۱۹۵۵)
- تقدیر و دیپلم افتخار از سوی «فهرست ملی ثبت فیلم» (۲۸ دسامبر ۲۰۰۴)